# 萩岡站

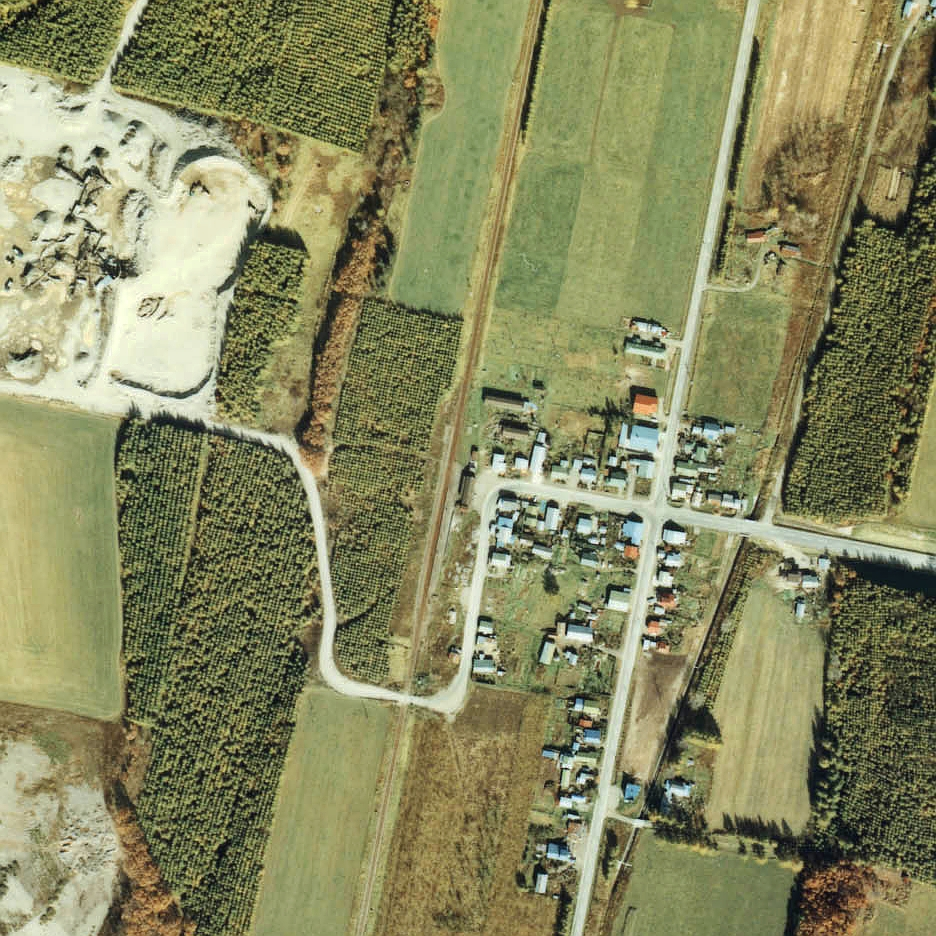
1977年的萩岡站與方圓約500米範圍。上方為糠平方向。車站最頂盛時期，是在1930年代後期至1940年代後期，當時在圖中左邊音更川對面岸勢多地區處設有水銀礦山，該處出產了硃砂，開採後運送至此站。車站周邊設有礦山的倉庫和酒店。後來於礦山附近出產了高嶺石，因此車站出產的貨物也相應改變。隨著建設道路完成，開始改用貨車運送，車站使用量大幅下跌。而高嶺石開採業務由於開始改為進口而於1974年停止。圖中已經是無人車站，車站後方設有樹林，站內副本線變成維護路軌車輛專用，已經看不到往時的風光。

萩岡站（日语：／ Hagigaoka eki */?）是位於北海道河東郡上士幌町字上士幌，日本國有鐵道（國鐵）的士幌線車站（廢站）。隨著士幌線全線廢線，車站在1987年（昭和62年）3月23日廢除。

## 歷史
- 1935年（昭和10年）11月26日 - 士幌線車站啟用，當時為一般車站[1]。
- 1960年（昭和35年）4月1日 - 成為業務委託車站[2]。
- 1970年（昭和45年）9月10日 - 結束處理貨物和行李（除了報紙）[1]。同時成為無人車站[2]。
- 1974年（昭和49年）10月1日 - 全面結束處理行李[1]。
- 1987年（昭和62年）3月23日 - 士幌線全線廢除，此站也廢除[1]。

## 車站構造
截至車站廢除前，此站是地面車站，設有1面1線的單式月台。此站是無人車站。

## 車站周邊與現況
現時，車站遺址變成草地。
- 國道273號
- 十勝巴士（日语：十勝バス）「萩岡」巴士站

## 相鄰車站
日本國有鐵道
士幌線
上士幌－萩岡－清水谷

## 注腳
1. 1 2 3 4  停車場変遷大事典 国鉄・JR編 Ⅱ JTB 1998年10月發行
2. 1 2  JR釧路支社「鉄道百年の歩み」平成13年12月發行。